# Ulrich Rößler
Ulrich Rößler (* 9. Juni 1939 in Cottbus) ist ein deutscher Festkörperphysiker.

## Leben
Rößler wuchs bis 1955 in Cottbus auf und ging dann mit seiner Familie nach Bielefeld. Er studierte Physik an der Philipps-Universität Marburg. Sein Diplom erhielt er 1963 mit der Arbeit „Methoden zur Berechnung der Bandstruktur von Halbleitern mit Diamant- und Zinkblendegitter, insbesondere k.p-Störungsrechnung“. Anschließend setzte er sein Studium im Rahmen einer Dissertation zum Thema „Untersuchung der Energiebandstruktur von kubischem Zinksulfid mit der APW-Methode“ bei Otfried Madelung fort und wurde 1966 zum Dr. rer. nat. promoviert.
Von 1968 bis 1969 arbeitete er als Post-Doktorand an der Brown University in Providence (Rhode Island, USA) bei Manuel Cardona. Es folgten die Habilitation in Marburg, eine Gastdozenten-Tätigkeit in Erlangen und schon 1972 – also im Alter von 33 Jahren – die Berufung zum Professor an die Universität Regensburg.
Dort war er bis zu seiner Pensionierung 2004 als Wissenschaftler und Hochschullehrer am Institut für Theoretische Physik tätig. Forschungsaufenthalte und Gastvorlesungen brachten ihn nach Strasbourg (1978), an das Max-Planck-Institut für Festkörperforschung in Stuttgart (1977/78), an die University of California in San Diego (1987), an das High-Magnetic Field Laboratory in Grenoble (1992), an das Trinity College in Dublin (1993 und 2003), an das Max-Planck-Institut für Physik komplexer Systeme in Dresden (1996), an die Autonome Universität Madrid (2001/2002) und zuletzt an die Nationale Universität Usbekistan in Taschkent (2003) und an die Metschnikow-Universität in Odessa (2007).
Im Jahr 2000 wurde er mit dem Alexander von Humboldt-José C. Mutis-Preis des spanischen Ministerio de Educación, Cultura y Deporte ausgezeichnet. Von der Humboldt-Universität zu Berlin wurde ihm 2007 die Ehrendoktorwürde verliehen.

## Leistungen

### Forschung
Ulrich Rößler hat wissenschaftliche Leistungen auf dem Gebiet der Halbleitertheorie erbracht und auf seinem Spezialgebiet „Elektrische Eigenschaften von Halbleitern und Halbleiter-Nanostrukturen“ über 200 Artikel in international anerkannten Fachzeitschriften veröffentlicht. Dabei hat er bisher (Stand Mai 2009) einen Hirsch-Index von 35 erreicht. Als Experte für die sogenannte k.p-Theorie zur Berechnung der elektronischen Bandstruktur von Festkörpern trug er wesentlich zum Verständnis der elektronischen Eigenschaften von Halbleitern, festen Edelgasen, Heterostrukturen und niedrig-dimensionalen Nanostrukturen (z. B. Quantenpunkten) bei. Im Rahmen von DFG-Förderprojekten (u. a. dem Sonderforschungsbereich 348 „Nanometer-Halbleiterbauelemente“ (1991–2003)) führte er wichtige Forschungsarbeiten zur quantenmechanischen und semiklassischen Beschreibung der Physik mesoskopischer Systeme in einem äußeren Magnetfeld durch, wobei theoretische Methoden zur adäquaten Behandlung der Elektron-Elektron-Wechselwirkung, Ferninfrarot-Absorption bzw. -Streuung und von Magnetotransportphänomenen entwickelt wurden. Dabei war es immer sein Bestreben, eng mit Experimentatoren zusammenzuarbeiten, ein herausstechendes Merkmal seiner wissenschaftlichen Arbeit.
Er betreute während seiner Zeit als Professor insgesamt mehr als 50 Diplomanden und Doktoranden, von denen vier selbst Universitätsprofessoren in der Physik wurden.

### Ehrenamtliche Tätigkeit
Seit seiner Ernennung zum Professor an der Universität Regensburg war Ulrich Rößler über 20 Jahre Mitglied des Fakultätsrats, davon zwei Amtsperioden auch Dekan. Für zwei Wahlperioden war er Vertreter der Professoren im Senat der Universität Regensburg.
Von 1987 bis 1992 war er Vorsitzender des Fachausschusses Halbleiterphysik, von 1988 bis 1993 Mitglied der IUPAP-Kommission C8 (Semiconductors) sowie von 1992 bis 1995 Vorsitzender der Sektion kondensierte Materie der Deutschen Physikalischen Gesellschaft. Von 1990 bis 2003 war er Mitglied im Forschungsrat des Max-Planck-Instituts für Festkörperforschung in Stuttgart und fungierte von 1995 bis 1998 als dessen Vorsitzender.
In den Jahren von 1991 bis 1994 war er Vorsitzender der Struktur- und Berufungskommission der Sektion (später Fachbereich) Physik der Humboldt-Universität Berlin. Diese Kommission trug bis zur Beendigung ihrer Arbeit im Februar 1994 die Verantwortung für über 30 Berufungsverfahren für Professorenstellen, die zum Ziel hatten, nach der Wiedervereinigung ein leistungs- und konkurrenzfähiges Institut zu installieren.
Von 2008 bis 2014 war er 1. Vorsitzender des Musikvereins Regensburg e.V.

## Schriften

### Lehrbücher
- Solid State Theory: An Introduction. Springer, Berlin; Heidelberg; New York 2004. Neuausgabe: Springer, Berlin 2009, ISBN 978-3-540-92761-7.

### Ausgewählte wissenschaftliche Artikel
- Commensurability effects in Andreev antidot billiards, J. Eroms, M. Tolkiehn, D. Weiss, U. Rössler, J. de Boeck, G. Borghs: Europhys. Lett. 58, 569 (2002).
- Bloch electrons in a magnetic field: Hofstadter's butterfly, U. Rössler, M. Suhrke in Advances in Solid State Physics 40 (Eds.: B. Kramer), p. 35, Vieweg, Braunschweig (2000).
- Fermiology of two-dimensional lateral superlattices, C. Albrecht, J. H. Smet, D. Weiss, K. von Klitzing, R. Hennig, M. Langenbuch, M. Suhrke, U. Rössler, V. Umansky, H. Schweizer: Phys. Rev. Lett. 83, 2234 (1999).
- Spontaneously broken time-reversal symmetry in quantum dots, O. Steffens, U. Rössler, M. Suhrke: Europhys. Lett. 44, 222 (1998).
- Tunable spin-splitting and spin-resolved ballistic transport in GaAs/AlGaAs two-dimensional hole gas, J.P. Lu, J.B. Yau, S.P. Shukla, M. Shayegan, L. Wissinger, U. Rössler, R. Winkler: Phys. Rev. Lett. 81, 1282 (1998).
- Electron g factor in one- and zero-dimensional semiconductor nanostructures, A. A. Kiselev, E. L. Ivchenko, U. Rössler: Phys. Rev. B 58, 16353 (1998).
- Heavy-light hole mixing at zinc-blende (001) interfaces under normal incidence, E. L. Ivchenko, A. Yu. Kaminski, U. Rössler: Phys. Rev. B 54, 5852 (1996).
- General Approach to the Envelope-Function Approximation Based on a Quadrature Method, R. Winkler, U. Rössler: Phys. Rev B 48, 8918 (1993).
- Spin Splitting in Semiconductor Heterostructures for B→0, G. Lommer, F. Malcher, and U. Rössler: Phys. Rev. Lett. 60, 728 (1988).
- Magneto-optic transitions and non-parabolicity parameters in the conduction band of semiconductors, M. Braun and U. Rössler: J. Phys. C: Solid State Phys. 18, 3365 (1985).
- Nonparabolicity and Warping in the Conduction-Band of GaAs, U. Rössler: Solid State Comm. 49, 943 (1984).
- Quantum resonances in the valence bands of zinc-blende semiconductors. I. Theoretical aspects, H.-R. Trebin, U. Rössler, R. Ranvaud: Phys. Rev. B 20, 686 (1979).
- Semiempirical Band Structure Theory, U. Rössler and J. Treusch: Report on Progress in Physics 35, 883 (1972).
- Electron and exciton states in solid rare gases, U. Rössler: Physica Status Solidi 42, 345 (1970).
- Energy Bands of Hexagonal II-VI Semiconductors, U. Rössler: Phys. Rev. 184, 733(1969).
- Aussagen über die Bandstruktur von rhomboedrischem Bor mit der k.p-Störungsrechnung, U. Rössler: Z. Naturforschung 19a, 1125 (1964).

### Als Herausgeber
- Festkörperprobleme / Advances in Solid State Physics, Vols. 28–32, Vieweg, Braunschweig (1988–1992).
- Landolt-Börnstein: Numerical Data and Functional Relationships in Science and Technology – New Series, Group 3: Condensed Matter, Supplement to III/17, III/22, III/41 und III/44 Rössler, Ulrich (Ed.), Springer, Berlin; Heidelberg; New York (2001–2015).